# Ivan Bortnik
Ivan Bortnik (en russe : Иван Сергеевич Бортник), né le 16 avril 1939 à Moscou en Union soviétique et mort le 4 janvier 2019 à Moscou (Russie), est un acteur russe.

## Filmographie partielle
- 1979 : Il ne faut jamais changer le lieu d'un rendez-vous (Место встречи изменить нельзя) de Stanislav Govoroukhine
- 1981 : La Parentèle (Родня) de Nikita Mikhalkov
- 1987 : Miroir pour héros (Зеркало для героя) de Vladimir Khotinenko
- 1991 : Perdu en Sibérie (Затерянный в Сибири) de Alexandre Mitta
- 1995 : Le Musulman (Мусульманин) de Vladimir Khotinenko

## Récompenses et nominations

### Récompenses
- 2000 : Artiste du peuple de la fédération de Russie[1]